# Ignasi Cambra

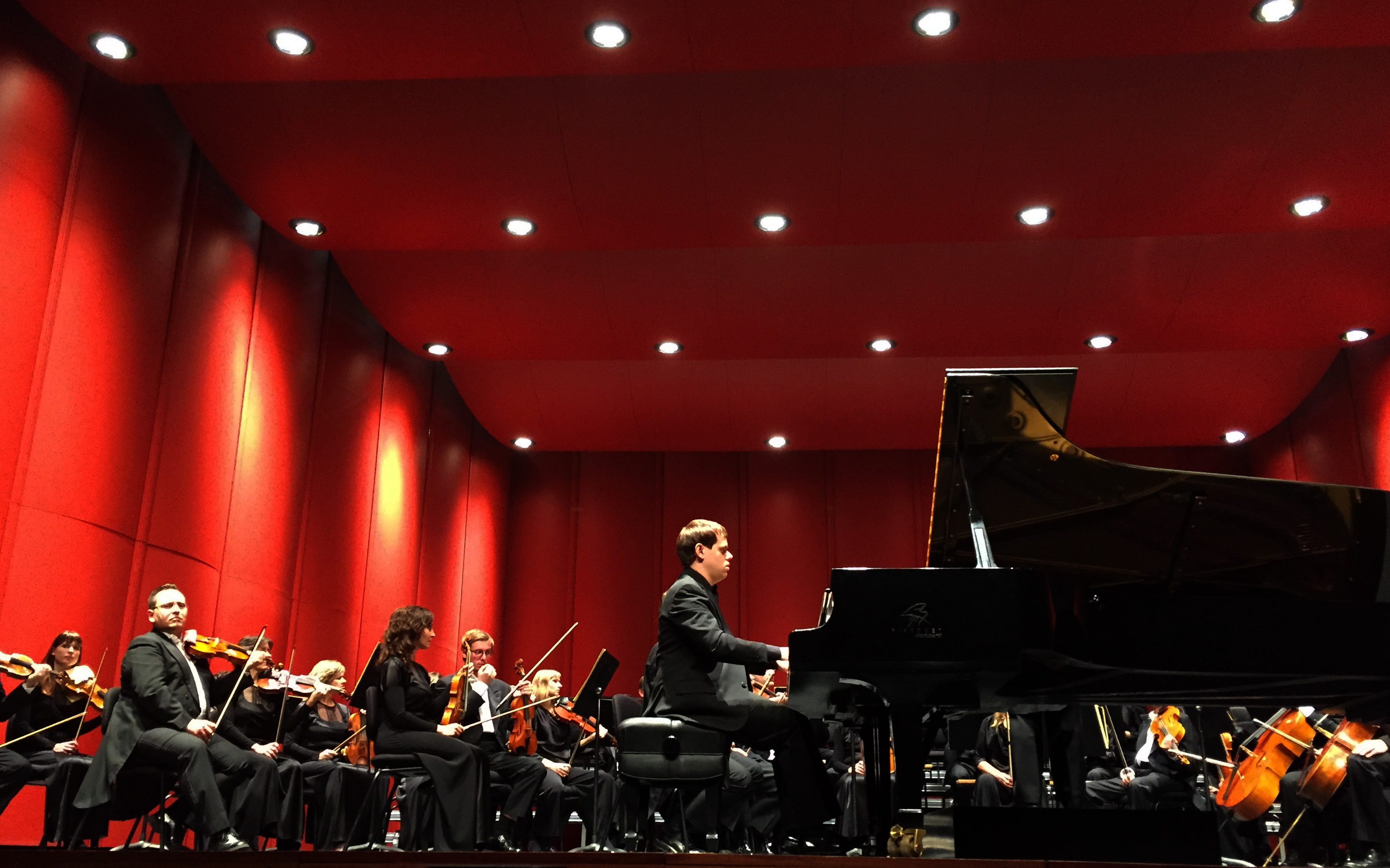
Ignasi Cambra am 28. November 2016 in einem Konzert mit dem Orquestra simfònica del Liceu (W.A. Mozart, Konzert für Klavier n. 23 KV 488)

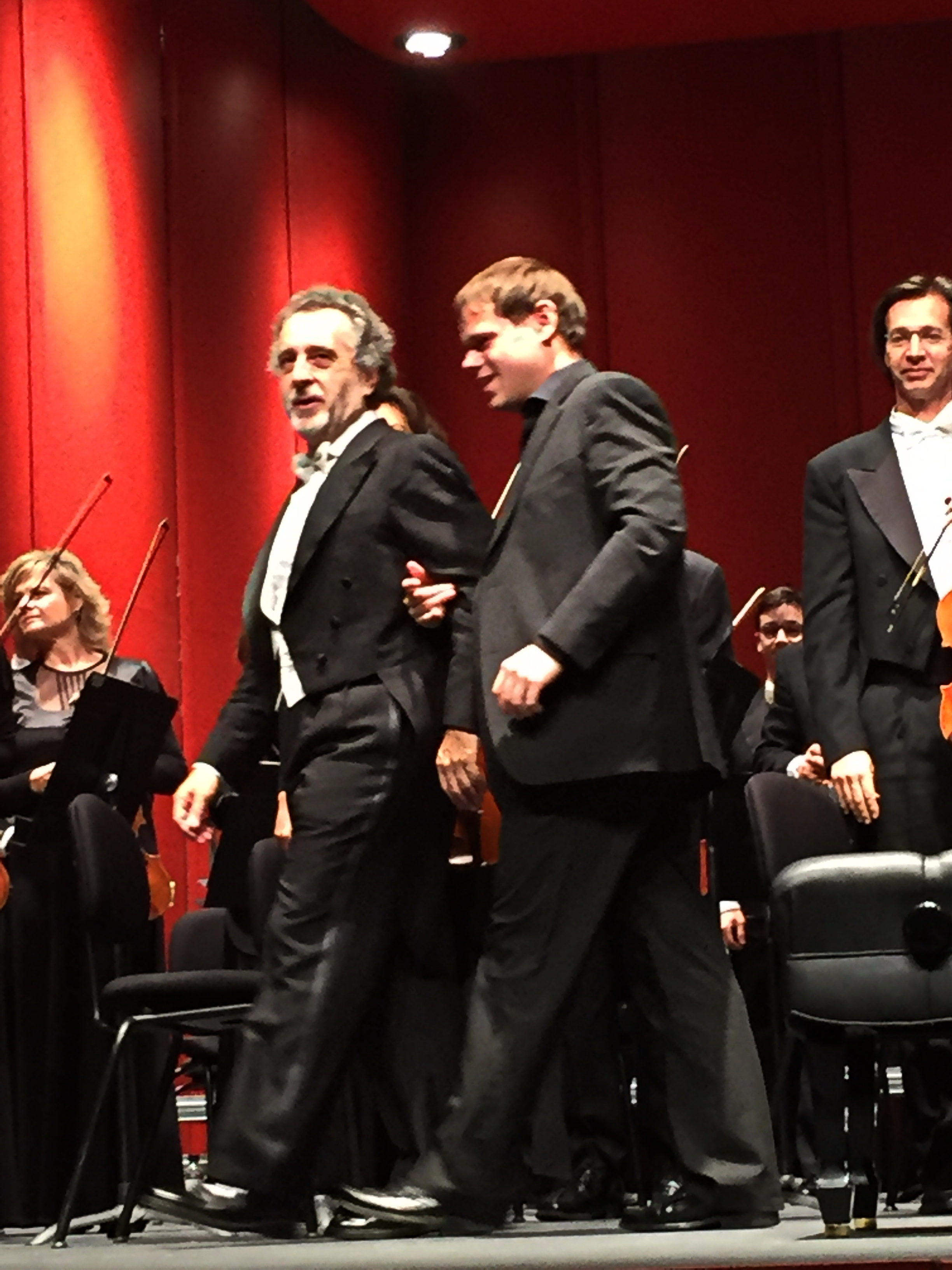
Ignasi Cambra mit dem Musikdirektor des Gran Teatre del Liceu Josep Pons i Viladomat 2016

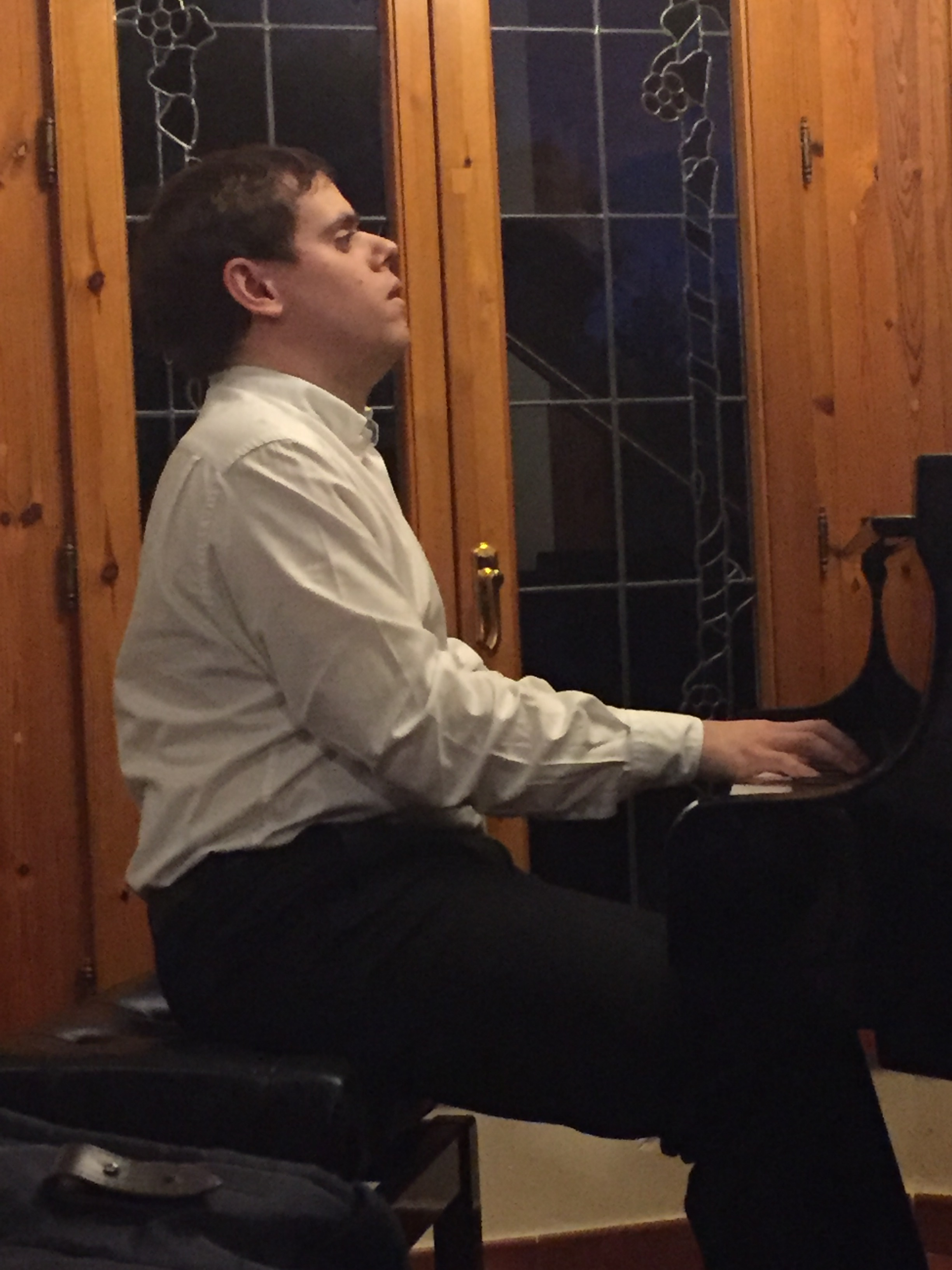
Ignasi Cambra bei einem Konzert 2016 in Ametlla del Vallès

Ignasi Cambra (* 1989 in Barcelona) ist ein katalanischer klassischer Pianist. Der russische Dirigent Waleri Gergijew feierte den blinden Künstler als denjenigen, „der mit mir am Klavier sprechen kann“. Cambra wird der Katalanischen Pianistenschule zugerechnet.

## Leben und Werk
Cambra ging in Barcelona auf das Französische Gymnasium, wo er neben seiner Muttersprache Katalanisch auch in spanischer, französischer und englischer Sprache unterrichtet wurde. Mit sechs Jahren begann er sein Klavier- und Musikstudium an der privaten Escola de Música de Barcelona bei Maria Lluïsa Alegre und Albert Atenelle. Er begann früh, Konzerte zu spielen und an Solisten- und Kammermusikwettbewerben teilzunehmen. Er erhielt Auszeichnungen beim Internationalen Carlet Wettbewerb und beim Infanta Cristina Klavierwettbewerb in Spanien. Er hatte mit 15 Jahren sein Orchester-Debüt mit dem Kammerorchester von Vic unter der Leitung von Jordi Mora in Barcelona. Er trat im selben Jahr in der Minato Mirai Halle in Yokohama auf.
Cambra erhielt Stipendien der Joventuts Musicals de Madrid und des Sozialwerkes von La Caixa de Barcelona. Mit 17 Jahren setzte er sein Studium in den Vereinigten Staaten fort. Er absolvierte zunächst Sommerkurse in Indiana und wurde an der Jacobs School of Music der Universität Bloomington aufgenommen. Hier studierte er gleichzeitig Klavier und Betriebswirtschaftslehre.  2012 war Cambra Stipendiat der Music Academy of the West. Er absolvierte Meisterkurse bei Arnaldo Cohen, Ingrid Flitter, Joseph Kalichstein, Emanuel Krasovsky, Robert Levin, Seymor Lipkin, Robert McDonald und anderen. Als begeisterter Kammermusiker erhielt er Förderung von Alon Goldstein, Franz Helmerson, Alexander Kerr, Michaela Martin, Anton Nel, Peter Salaff und den Mitgliedern des Miró-Streichquartetts.
2014 ging er zu Studien an die Juilliard School. Im selben Jahr war er Artist in Residence in „La Pedrera“, im „Steinbruch“, wie die Barceloneser auch liebevoll ihre „Casa Milà“ von Gaudí nennen. Er gab dort ein Solokonzert und lud andere Musiker zu gemeinsamen öffentlichen Kammerkonzerten dorthin ein. Er war 2014 Stipendiat des Ravinia Festival’s Steans Music Institute und wurde im Folgejahr dort zu einem weiteren Konzert eingeladen.
Seit 2015 arbeitet er in dem Förderprojekt „Partitura“ für junge Musiktalente mit der Pianistin Maria João Pires zusammen, die er seit seinem zehnten Lebensjahr kennt. Dieses Projekt schließt explizit die musikalische Förderung sozial schwächer gestellter und blinder Kinder ein.
Cambra trat bisher als Künstler in Radio und Fernsehen in Spanien, Kanada und den USA auf. Der Wiener Klavierbauer Bösendorfer hat Ignasi Cambra zum „Bösendorfer-Artisten“ ernannt.
Seine Partituren lernt Cambra über die Brailleschrift und zunehmend über sein Gehör.